# Fire/Jericho
Fire/Jericho è un singolo del gruppo musicale britannico The Prodigy, pubblicato il 7 settembre 1992 come terzo estratto dal primo album in studio Experience.

## La canzone
Il brano presenta un campionamento del singolo di Arthur Brown del 1968 Fire (la frase "I am the god of Hell fire, and I bring you fire"). Il brano impiega anche un'interpolazione della melodia di Kunta Kinte dei The Revolutionaries.

## Video musicale
Fu prodotto un video diretto da Russel Curtis, ma la qualità era così bassa che il gruppo proibì che fosse trasmesso.
Il video appare in una compilation dell'XL chiamata The Video Chapter.

## Tracce
CD singolo (Australia, Germania, Paesi Bassi, Regno Unito, Scandinavia, Stati Uniti), download digitale
1. Fire (Edit) – 3:21
2. Jericho (Original Version) – 3:47
3. Fire (Sunrise Version) – 5:05
4. Jericho (Genaside II Remix) – 5:45
5. Pandemonium – 4:25 – presente nella sola versione statunitense

7" (Regno Unito)
- Lato A

1. Fire (Edit) – 3:21

- Lato B

1. Jericho (Original Version) – 3:47

12" (Germania, Paesi Bassi, Regno Unito, Stati Uniti)
- Lato A

1. Fire (Burning Version) – 4:42
2. Fire (Sunrise Version) – 5:05

- Lato B

1. Jericho (Original Version) – 3:47
2. Jericho (Genaside II Remix) – 5:45